# Ricardo Buitrago
Ricardo Enrique „Halconcito” Buitrago Medina (ur. 10 marca 1985 w mieście Panama) – panamski piłkarz występujący na pozycji ofensywnego pomocnika, reprezentant Panamy, od 2020 roku zawodnik Plaza Amador.

## Kariera klubowa
Buitrago pochodzi ze stołecznego miasta Panama i jest wychowankiem tamtejszego zespołu CD Plaza Amador. Do seniorskiej drużyny został włączony w wieku 19 lat i już w swoim debiutanckim sezonie, Apertura 2004, wywalczył z nią wicemistrzostwo kraju. Rok później, podczas wiosennych rozgrywek Apertura 2005, zdobył ze swoim klubem już tytuł mistrza Panamy. Jego ostatnim sukcesem odniesionym podczas pierwszego pobytu w Plazie Amador był drugi tytuł wicemistrzowski, tym razem osiągnięty w fazie Apertura 2006. Latem 2008 odszedł do kolumbijskiego klubu Deportes Quindío z siedzibą w mieście Armenia. Spędził tam kolejne kilkanaście miesięcy, jednak był głębokim rezerwowym zespołu i w tym czasie zaledwie sześciokrotnie pojawiał się na ligowych boiskach. Nie zanotował także z Quindío żadnych osiągnięć, znacznie częściej broniąc się przed spadkiem z najwyższej klasy rozgrywkowej.
W 2010 roku Buitrago powrócił do ojczyzny, ponownie podpisując umowę z Plazą Amador. Od razu został podstawowym piłkarzem klubu i w jesiennym sezonie Apertura 2011 wywalczył z nim już trzecie w swojej karierze wicemistrzostwo Panamy. W latach 2012–2013 był zawodnikiem Elche CF. W latach 2013–2015 ponownie grał w Plaza Amador. W 2015 przeszedł do Juan Aurich.

## Kariera reprezentacyjna
W 2005 roku Buitrago znalazł się w składzie reprezentacji Panamy U-20 na Młodzieżowe Mistrzostwa Świata w Holandii. Jego drużyna zajęła tam ostatecznie ostatnie miejsce w grupie, nie kwalifikując się do 1/8 finału. Sam zawodnik pełnił rolę gracza rezerwowego i wystąpił tylko w jednym spotkaniu.
W seniorskiej reprezentacji Panamy Buitrago zadebiutował 8 września 2010 w wygranym 3:0 meczu towarzyskim z Trynidadem i Tobago. Wziął udział w eliminacjach do Mistrzostw Świata 2014, podczas których zdobył pierwszą bramkę w kadrze narodowej – 7 października 2011 w wygranej 5:0 konfrontacji z Dominiką, a później wpisał się na listę strzelców jeszcze dwukrotnie w wygranym 3:0 rewanżu z tym samym przeciwnikiem.